# Лаодика III
Вижте пояснителната страница за други личности с името Лаодика.
Лаодика III (на старогръцки: Λαοδίχη, Laodike; † сл. 177 пр.н.е.) е царица на Селевкидската империя.

## Биография
Тя е дъщеря на Митридат II от Понт и Лаодика, дъщеря на Антиох II Теос и Лаодика I. Сестра е на Лаодика, съпруга на генерал Ахей, вице-крал на Мала Азия и на Митридат III, цар на Понт и баща на Фарнак I.
Лаодика III се омъжва през 222 пр.н.е. за нейния първи братовчед по майчина линия селевкидския цар Антиох III Велики (упр. 222 – 187 пр.н.е.) в Селевкея на Зевгма, където е заведена от наварха Диогнет. След голямата сватба тя отива със съпруга си в Антиохия, където той я издига на царица, преди да тръгне против узурпатора Молон.
След нейната смърт Антиох III се жени за Евбея от Халкида и няма деца с нея.

## Деца
Лаодика и Антиох имат трима сина и четири или пет дъщери:
- Антиох († 193 пр.н.е.)
- Селевк IV Филопатор
- Антиох IV Епифан
- Ардис, омъжена за Деметрий I от Бактрия
- Клеопатра I, омъжена за Птолемей V Епифан)
- Антиохида III
- Лаодика IV